# Hägerstads kyrka
Hägerstads kyrka är en kyrkobyggnad i Hägerstads socken i Kinda härad i Östergötland. Kyrkan ligger två mil nordöst om Kisa och en mil sydost om Rimforsa och tillhör Rimforsa församling i Linköpings stift.

## Kyrkobyggnaden
Hägerstads nya kyrka ligger cirka 700 meter sydväst om Hägerstads gamla kyrka. Exteriört har den både en nygotisk prägel och nyklassicistiska drag. Den vitputsade kyrkobyggnaden består av ett rektangulärt långhus med smalare polygonalt kor i öster och ett smalare torn i väster. Den har spetsbågiga fönster och täcks av ett sadeltak; tornet kröns av en åttasidig lanternin med spira. Ingångsportaler finns såväl i väster som mittpå långhusets sydfasad.
I den ljusa interiören lägger man bland annat märke till innertakets tudorbåge. Koret har ett fristående altarbord och bakom detta en altartavla i form av en triptyk, målad av Sigrid Oxenstierna-Aminoff 1930. Vid långhusets norra vägg en predikstol från 1860-talet med tillhörande ljudtak; mitt emot vid södra väggen har anordnats en dopplats med en medeltida dopfunt. På väggen hänger en bonad komponerad 1960 på Libraria. I väster tronar Sven & Erik Nordströms piporgel från 1866 och under orgelläktaren har inretts en sakristia samt arkiv- & förrådsrum.

## Historik
Redan under slutet av 1700-talet utdömdes Hägerstads gamla kyrka som alltför bristfällig. År 1815 upprättade arkitekt Jacob Wilhelm Gerss ett förslag till en nyklassicistisk kyrkobyggnad med arkader på långhusets yttermurar. I varje båge hade han placerat ett fönster. Emellertid saknade församlingen ekonomiska förutsättningar att då påbörja ett nybygge.
50 år senare kunde man börja. Den valda platsen låg cirka 700 meter sydväst om den gamla kyrkan och konduktören Carl-Gustaf Blom-Carlsson (1799-1868) vid Överintendentsämbetet i Stockholm hade gjort upp ritningar till en kyrka i nygotisk stil med rektangulärt långhus och rakt avslutat kor av långhusets bredd. Öster om koret, bakom en manshög skiljevägg av trä, hade han utformat en femsidig absid innehållande sakristia och i väster ett torn, krönt med sadeltak och fyra mindre hörntorn.
Ansvarig för projektet blev byggmästare Jonas Granqvist och 1864 kom bygget igång. Jonas Granqvist hade emellertid egna idéer om hur kyrkan skulle se ut. Han gjorde nya ritningar över tornet, där detta i stället för småtornen avslutades med en åttakantig lanternin med kort konisk spira. I övrigt låter han exteriören präglas av de populära nygotiska stildragen med bl.a. spetsbågiga fönsteröppningar med bågar och spröjsar i nygotik. År 1866 var kyrkan klar. Ytterväggarna bärs upp av en sockel i huggen granit. Däröver höjer sig murarna i gulvit sandstensfärgad puts, fönster och dörrar har fått gröna snickerier. Taken är täckta med plåt, på tornet av koppar. I interiören har predikstol, bänkkvarter och orgelläktaren utformats med nygotisk ornamentik.
År 1930 genomfördes under ledning av arkitekten Erik Fant (1889-1954) en genomgripande renovering av kyrkorummet. Sakristian, som haft sin plats i absiden bakom koret flyttades ned under västläktaren, där det också anordnades arkiv- och förrådsrum. Fönstren i absiden sattes igen och över altaret placerades en ny triptyk målad av Sigrid Oxenstierna, De ursprungliga nummertavlorna flyttades över till Hägerstads gamla kyrka och ersattes med nya ritade av Erik Fant.
Vid nästa renovering, som utfördes 1994, fick koret sitt nuvarande utseende. De två sidofönstren i absiden togs upp igen och den ursprungliga altarringen återinsattes. Ett nytt fristående altarbord ställdes upp närmare altarrundeln och det fasta altaret mot östra väggen fick funktion även som textilskåp för förvaring av antependier.

## Inventarier
- Dopfunt av sandsten med en fris av rundbågar, från 1200-talets första hälft, (bild), med dopskål av mässing från 1663.
- Altartavla, triptyk visande i mitten Jesus i Betania, på vänstra dörrens insida en ängel med tio Guds bud och på högra dörrens insida en ängel med ett kors, målning av Sigrid Oxenstierna-Aminoff 1930.
- Predikstol från 1860-talet.
- Nattvardskalk tillverkad 1762 av Samuel Presser (1723-1783), möjligen en gåva av kyrkoherden Samuel Aspling (1716-1762).
- Patén med stämpel ’’IB’’, skänkt av komminister Per Jonae 1659.
- Sockenbudstyg innehållande vinkanna, smyckad med graverade medaljonger innehållande de fyra evangelisterna, tillverkad av mästare Jöran Hieronymi Berkegau, Norrköping, kalk, tillverkad 1794 av Nils Tornberg, Linköping, och patén, tillverkad av Nils Nilsson Behm[särskiljning behövs], Linköping.
- Brudkrona utförd av C. A. Svanberg i Vimmerby, verksam 1853-1866.
- Kalkkläde, av vitt siden med broderade blommor, från mitten av 1700-talet.
- Bonad vid dopplatsen, komponerad av MSA på Libraria 1960
- Huvudbaner från 1600-talet över löjtnanten Alexander Svanestierna till Drättinge, resp. Jonas Leijonstierna till Drättinge († 1676). Dessa har tidigare funnits i Hägerstads gamla kyrka.
- Storklockan, senast omgjuten 1768 av Elias Annel i Norrköping. Mekanisk klockringning via trampmaskin.
- Lillklockan omgjuten 1764 av Elias Fries Thoresson i Linköping. Mekanisk klockringning via trampmaskin.

## Orglar
| I denna artikel     |
| används tonnamnen   |
| B♭ och H.           |
| Se olika skrivsätt. |

- 1866: Sven & Erik Nordström, Flisby, bygger en 14-stämmig piporgel med 2 manualer på gemensam väderlåda och pedal. Stum fasad ursprungligen ritad av Konduktören Carl Gustaf Blom-Carlsson men med slutlig utformning av Nordströmmarna. Orgeln är mekanisk.

Disposition:
| Manual I C-f³          | Manual II C-f³     | Pedal C-h° | Koppel |
| Borduna 16’, B♭/D      | Borduna 8’         | Basun 16’  | II/I   |
| Principal 8’           | Fugara 8’          |            |        |
| Fleut Amabile 8’       | Principal 4’       |            |        |
| Octava 4’              | Flöjt Octaviand 4’ |            |        |
| Waldflöjt 4’           |                    |            |        |
| Qvinta 3’ (eg. 2 2/3’) |                    |            |        |
| Octava 2’              |                    |            |        |
| Trumpet 8’, B♭/D       |                    |            |        |
| Borduna 16’, B♭        |                    |            |        |

- 1895: Utbyte av Principal 4’ i andra manualen mot Violine 8’ av organisten & orgelreparatören Nils F. Hultgren, Hult, under medverkan av orgelbyggare Anders Victor Lundahl (1846-1903), Stockholm.
- 1940: Ombyggnad av H. Lindegren, Göteborg. Han flyttar fram fasadens övre del cirka 3 decimeter och bygger in hela pipverket i ett crescendoskåp.
- 1981: Restaurering av Robert Gustavssons orgelbyggeri, Härnösand, enligt ett förslag utarbetat av orgelkonsult Carl-Gustaf Lewenhaupt, Kisa. Crescendoskåpet tas bort och fasaden återförs till ursprungligt läge. 1895 års Violine 8’ ersätts med en rekonstruerad Principal 4’. Ursprungligt lufttryck återställes. Pedalen är permanent kopplad antingen till tonerna C-h° i manual I eller till C-d° i manual II. Vid koppling till manual II urkopplas pedalens Basun 16’.

Disposition:
| Manual I C-f³          | Manual II C-f³                     | Pedal C-h°                   | Koppel |
| Borduna 16’, B♭/D      | Borduna 16’, B♭ (transm. fr man I) | Basun 16’                    | II/I   |
| Principal 8’           | Borduna 8’                         | f.ö. kopplad till I eller II |        |
| Fleut Amabile 8’       | Fugara 8’                          |                              |        |
| Octava 4’              | Principal 4’ (1981)                |                              |        |
| Waldflöjt 4’           | Flöjt Octaviand 4’                 |                              |        |
| Qvinta 3’ (eg. 2 2/3’) |                                    |                              |        |
| Octava 2’              |                                    |                              |        |
| Trumpet 8’, B♭/D       |                                    |                              |        |

- 1982: Komplettering av Robert Gustavssons orgelbyggeri med en belastad lådbälg, som ansluts till fläkten. Det gamla bälgverket har behållits och kan användas för manuell trampning.